# Alfred Wotquenne
Alfred Wotquenne (25 janvier 1867 - 25 septembre 1939), né à Lobbes, est un musicologue, archiviste, bibliographe musical et compositeur belge, connu pour ses catalogues thématiques et classifications des œuvres de Carl Philipp Emanuel Bach et Christoph Willibald Gluck.
L'abréviation de son nom Wq  est utilisée comme préfixe pour le catalogue thématique standard des œuvres de C. P. E. Bach publié à Leipzig en 1905.

## Biographie
Issu d’une famille de musiciens, il a étudié au Conservatoire royal de Bruxelles, où ses professeurs furent Louis Brassin (piano), Alphonse Mailly (orgue), Joseph Dupont (harmonie) et François-Auguste Gevaert (théorie). En 1894, il fut nommé bibliothécaire en chef du conservatoire, poste qu’il conservera jusqu'en 1918. Durant cette période la bibliothèque est réorganisée et s’enrichit de nombreuses œuvres imprimées et manuscrits rares ; parmi ceux ci l’importante collection du professeur d'anatomie Guido Richard Wagener et des volumes publiés par Tielman Susato à Anvers entre 1543 Et 1550.
Son travail le plus connu est son étude bibliographique de 1905 sur C.P.E. Bach à partir des  travaux de l'organiste Johann Jacob Heinrich Westphal (1756-1825), ami et contemporain de Bach. Il a également effectué des travaux similaires pour d'autres compositeurs comme Baldassare Galuppi (1900) ,, Christoph Willibald Gluck (1905), Agostino Steffani, Giuseppe Tartini ou Luigi Rossi (1909). Il a également contribué à un inventaire complet des œuvres d’André Ernest Modeste Grétry de Liège et œuvré pour faire connaître le répertoire français de chants anciens,.
Grâce aux efforts de Wotquenne, les œuvres  de Bach sont connues  et répertoriées  par leur préfixe Wq. 
Elles sont aujourd’hui également connues par le préfixe H du catalogue plus récent de l’américain Ernest Eugene Helm (New Haven: Yale University Press, 1989). Une concordance entre ces 2 systèmes est possible.
À partir de 1921, Wotquenne a vécu en France, travaillant à Antibes en tant que directeur musical de la cathédrale.
En 1929, il a vendu la plus grande partie de sa bibliothèque de musique à la Bibliothèque du Congrès.
En tant que compositeur, Wotquenne a composé des morceaux de musique sacrée.
Il est mort à Antibes en 1939, peu après le déclenchement de la Seconde Guerre mondiale.

## Collaboration
Le 9 août 1919, Wotquenne, accusé d'avoir supporté l'ennemi, fut radié de l'Ordre de Léopold.